# جایانت نارلیکار
 جایانت نارلیکار (انگلیسی: Jayant Narlikar؛ زاده ۱۹ ژوئیهٔ ۱۹۳۸) یک فیزیک‌دان و اخترشناس اهل هند است.